# 세인트루시아의 코로나19 범유행
다음은 세인트루시아의 코로나19 범유행에 대한 글이다.

## 연혁
3월 13일, 세인트루시아의 첫 확진자가 발생하였다. 첫 확진자는 영국을 여행했던 63세 남성이다. 보건부는 3월 14일 두 번째 확진자가 발생하였고, 24일에서 25일에 영국에 있었다.
2020년 3월 20일, 앨런 체스타넷 총리는 세인트루시아가 3월 23일부터 4월 5일까지 필요하지 않은 상업활동을 중단 하는 등의 사회적 거리두기를 시행할 것이라고 발표하였다.
2020년 3월 23일, 세인트루시아 정부는 비상사태를 선포하고, 4월 5일까지 들어오는 여객기의 공항 폐쇄를 발표하였다.

## 같이 보기
- 바베이도스의 코로나19 범유행
- 세인트빈센트 그레나딘의 코로나19 범유행
- 북아메리카의 코로나19 범유행
- 나라별 코로나19 범유행